# 超級矮子霰彈槍
超級矮子（英語：Super-Shorty）是一款由美国槍械製造商謝爾布武器公司所研製及修改的緊湊型、無托型泵动式霰彈槍，發射12鉛徑和20鉛徑霰彈。

## 概述
這枝縮短型霰彈槍並非完全由謝爾布武器公司生產，而是用莫斯伯格馬弗里克88的機匣，裝上縮短槍管和管式彈倉修改而成。而現在則改以莫斯伯格500和雷明登870的機匣所製成。
超級矮子有12號和20號兩種霰彈鉛徑，但還是以12鉛徑為主；而且無論由那種款式的霰彈槍改裝而成，超級矮子的膛室長度為有23⁄4英吋或3英吋，標準型全長與槍管長度分別只有419.1毫米（16.5英吋）和165.1毫米（6.5英吋），管式彈倉只能裝填2發霰彈藥筒，加上膛內1發最多為3發。但謝爾布武器公司也提供了延長彈倉，可以把管式彈倉容量從2發增加至3發或4發（加上膛內1發則增加至4發或5發），相應的槍管也需要更換成228.6毫米（9英吋）或304.8毫米（12英吋）。
由於標準型的管式彈倉過短而無法安裝尺寸較長而且較大的推拉式護木，因此超級矮子以一枚弹簧片固定式長桿型前握把把護木取代。前握把是由4130钢製成，不使用時或攜行時可以折疊在管式彈倉下方，以免勾挂到其他物體。超級矮子的20號口徑霰彈型號則需要通過特殊訂單才可以購入。
軍用型與執法機關型所裝備的超級矮子通常會在槍口裝上一個破門／防暴制退器，以防止頂在門鎖上射擊時打滑以及導致破片後濺而傷及使用者，而且還可在使用霰彈槍推開門窗時防止打滑或是作為防暴頭以直接破壞玻璃。
在附件配套方面，為了更加方便攜帶，謝爾布武器公司還推出了一種腿部槍套，可將超級矮子收納於其中。
在美国，平民購買及擁有民用型超級矮子時需要事先向菸酒槍炮及爆裂物管理局批准，並且交$5印花税，並且登記為任何其他武器（英語：Any Other Weapon，簡稱：AOW）以符合1934年全國槍械法（簡稱：NFA）。由於這武器在最初的生產狀態就是沒有槍托，它被歸類為一把滑膛手槍，並因此歸類為任何其他武器，而非一枝短管霰彈槍。

## 衍生型
- 莫斯伯格馬弗里克88修改型
- 莫斯伯格500修改型
- 雷明登870修改型

## 使用國
- 约旦：有數枝賣給了約旦國王。[8]
- 美国：美国陆军。[9]

## 流行文化
超級矮子霰彈槍亦登場在不少的电影、电視劇、电子游戏和动画裡，例如：

### 電影
- 2003年—：由海地黑幫成員悉尼·“希德”·伯內特（Sydney "Syd" Burnett，飾演）所使用。
- 2008年—：由試圖搶劫便利店的歹徒所使用，該槍被約翰·漢考克／街頭超人（John Hancock）以商店冰箱破壞。
- 2009年—：由加油站的人類反抗軍戰士所使用。
- 2010年—：由貢納爾·強森（Gunnar Jensen，道夫·龙格尔飾演）所使用。
- 2012年—《龍虎少年隊》：型號為雷明登870修改型，原本由莫頓·施密特（Morton Schmidt，德雷·戴維斯飾演）所使用，後來被格雷格·延科（Greg Jenko，查尼·泰坦飾演）所奪取。
- 2014年—：型號為雷明登870修改型，由保羅·麥奎爾（Paul Maguire，尼古拉斯·凯奇飾演）、凱恩（Kane，麥斯·萊恩飾演）、丹尼·多爾帝（Danny Doherty，米高·麥克格雷迪飾演）、切爾諾夫（Chernov，帕維爾·D·林奇尼考夫飾演）、切爾諾夫的保鏢安東（Anton，帕特里斯·列數飾演）以至俄羅斯黑手党所使用。
- 2015年—：型號為雷明登870修改型，由英國特種部隊殺手兼歐文·蕭的親兄戴克·蕭（Deckard Shaw，傑森·史塔森飾演）所使用。
- 2016年—：由蘭妮·路克（Laney Rucker，貝蒂·加布里埃爾飾演）所使用。

### 電視劇
- 2007年—《火線警告》：
  - 2008年8月7日第2季第5集（總集數為第17集）「散佈點」（Scatter Point）之中，由康迪（Kandi，羅賓·吉文斯飾演）在珠寶搶劫案所使用。
  - 2009年6月11日第3季第2集（總集數為第30集）「問題與回答」（Question and Answer）之中，由菲奧娜（Fiona，羅賓·吉文斯飾演）在解救一名被綁架的孩子時所使用。
  - 2009年7月23日第3季第7集（總集數為第35集）「在黑暗中射擊」（Shot in the Dark）之中，亦由菲奧娜（Fiona，羅賓·吉文斯飾演）所使用。
  - 2010年11月11日第4季第13集（總集數為第57集）「眼睛睜開」（Eyes Open）之中，亦由菲奧娜（Fiona，羅賓·吉文斯飾演）所使用。
  - 2010年12月2日第4季第15集（總集數為第59集）「兄弟之愛」（Brotherly Love）之中，由內特·韋斯特（Nate Westen，塞斯·彼得森飾演）對Buckwild的印章店突襲所使用。
- 2007年—：2005年1月28日第1季第2集「不確定性原理」（Uncertainty Principle）之中，由劫匪所使用。
- 2005年—：2007年4月2日第2季第22集（總集數為第44集）「桑拿」（Sona）之中，由殺手們所使用。
- 2010年—：2010年10月4日第1季第3集「Malama Ka ʻAina」和10月18日第1季第5集「Nalowale」之中，由金何·凱利（Chin Ho Kelly，金大賢飾演）所使用。

### 电子游戏
- 2007年—《穿越火线》：型號為雷明登870修改型，命名為「超级矮个子」，載彈量3发，以GP主武器之姿登场，无购买军衔限制，使用15000GP即可购买并永久使用。
- 2013年—《俠盜獵車手V》：型號為莫斯伯格500修改型，稍微延長並且設有傳統風格的泵動護木，命名為「削短型獵槍」（取代了過去的GTA遊戲系列中所出現的雙管霰彈槍），奇怪地能夠裝填8發霰彈。
- 2013年—：型號為雷明登870修改型，命名為「Shorty 12G」（中文版則命名為「矮子12口徑霰彈槍」），發射12G鹿彈，載彈量2+1發，預設具有前握把。只在聯機模式登場，為所有兵種的解鎖武器包武器之一，於達到18,000點手槍得分時才能解鎖，被歸類為佩槍（英语：Side arm），並可以使用手電筒、防火帽、鬼環、制動器、迷你、雷射瞄準器、鴨嘴防火帽、德爾塔以及兩件戰鬥包附件（綠點雷射瞄準器、雷射／燈光組合、戰術燈、三光束雷射當中之二）。
- 2015年—：為SASR幹員Gridlock和Mozzie所配備的武器。
- 2016年—《少女前線》：以擬人化少女戰術人形登場，為四星級霰彈槍。製造時間為7:50:00，限定為需要重型建造。
- 2017年—《火線獵殺：野境》
- 2021年—《战地2042》：命名为“Super 500”，第四赛季更新武器。

### 動畫
- 2003年—《驚爆危機？校園篇》：由相良宗介（さがら そうすけ，聲優：關智一）所使用，發射橡膠子彈。

## 資料來源
1. 1 2  .   [2010-10-02]. （原始内容存档于2011-02-08）.
2. ↑  David Crane. . Defense Review.   [2010-10-02]. （原始内容存档于2020-02-21）.
3. ↑  .   [2010-10-02]. （原始内容存档于2008-06-27）.
4. 1 2  Long, Duncan. . Paladin Press. 2004: 103. ISBN 1-58160-436-X.
5. ↑  .   [2014-02-16]. （原始内容存档于2013-12-09）.
6. ↑  .   [2010-10-02]. （原始内容存档于2011-02-08）.
7. 1 2   (PDF). BATFE.   [2010-10-02]. （原始内容 (PDF)存档于2010-04-08）.
8. ↑  Philip Morgan. . 坦帕灣時報. January 3, 2014  [November 18, 2017]. （原始内容存档于2021-03-02）.
9. ↑  . Serbu Firearms, Inc. 2012-08-11  [2015-02-10]. （原始内容 (Tampa, Florida)存档于2016-04-27） （英语）.

## 外部連結
- （英文）—Official Site
- （英文）—SBSReview.Net:  Super-Shorty Review & Videos
- （英文）—Modern Firearms—Serbu SUPER-SHORTY shotgun （页面存档备份，存于）
- （英文）—Impact Guns.com—Serbu Super Shorty 6.5" 12GA （页面存档备份，存于）
- （英文）—The Firearm Blog.com—
  - Safety Harbor Firearms Kompact Entry Gun (AOW) （页面存档备份，存于）
  - POTD: EDC Serbu Shorty Posted 6 hours ago in NFA / Suppressors / Class （页面存档备份，存于）
- （简体中文）—D Boy Gun World（槍炮世界）—Serbu SUPER-SHORTY泵动霰弹枪 （页面存档备份，存于）